# Doble capa elèctrica

Doble capa elèctrica.

La doble capa elèctrica descriu la variació del potencial elèctric pròxim a una superfície. La doble capa és un terme que descriu l'arranjament que presenten els ions i les molècules de dissolvent en solució en aproximar-se a la superfície d'un elèctrode carregat elèctricament, de tal manera que es presenten dues capes amb polaritat diferent separades per una distància d'ordre molecular. Aquest fenomen té una gran importància en el comportament dels col·loides i altres superfícies en contacte amb dissolvents. Un dels efectes principals de l'existència de la doble capa en la interfície elèctrode-dissolució és l'acumulació de càrrega o capacitància, superposada a una activitat faràdica.

## Desenvolupament històric dels models de la doble capa
El primer model de la doble capa elèctrica s'atribueix normalment a Helmholtz a 1879. Va tractar la doble capa elèctrica des d'un punt de vista  matemàtic com un condensador, basat en un model físic en el qual una capa d'ió és  adsorbida a la superfície. Helmholtz va imaginar que ions sodi (Na) estaven alineats amb una capa de solvatació intacta en la superfície de l'elèctrode i que aquestes càrregues estaven compensades en nombre d'electrons del costat oposat. Proposa l'existència d'una capa de solvent sobre la superfície de l'elèctrode i ions adsorbits (Plànol intern de Helmholtz, IHP), seguida d'una capa de ions amb la seva cuirassa de solvatació intacta (Plànol extern de Helmholtz, OHP), de manera que les càrregues iòniques en la solució són compensades per càrregues oposades en la superfície de l'elèctrode.
Més tard  Gouy i  Chapman (entre els anys 1910 i 1913) van aportar una sèrie de modificacions en considerar que els ions s'acomoden a al llarg d'un gruix de solució finit conegut com la capa difusa, lligada a l'agitació tèrmica i amb la funció de balancejar la càrrega de l'elèctrode. En aquest model el potencial superficial disminueix exponencial ment a causa de l'adsorció dels  contraions presents en la dissolució.
S'utilitza el model de Gouy-Chapman-Stern, que combina la capa adsorbida de Helmholtz amb la doble capa difusa de Gouy-Chapman. En ell s'utilitzen importants aproximacions:
- Els ions són considerats com a càrregues puntuals
- Només les interaccions  coulombianes són significatives
- La permitivitat elèctrica és constant a l'interior de la doble capa
- El solvent és uniforme a escala atòmica.